# أليس موريسون
أليس موريسون (بالإنجليزية: Alice Morrison) هي مغامرة وكاتبة ومقدمة تلفزيونية بريطانية من أصل اسكتلندي، عُرفت برحلاتها الاستكشافية في شمال إفريقيا والجزيرة العربية، وبعملها الإعلامي لصالح هيئة الإذاعة البريطانية (BBC).

## النشأة والتعليم
وُلدت موريسون في إدنبرة عام 1963، وانتقلت بعد أسابيع قليلة من ولادتها مع والديها إلى أوغندا، حيث قضت سنواتها الأولى في منطقة الجبال. عاشت لاحقًا في غانا، ثم عادت إلى اسكتلندا لتتابع تعليمها في مدرسة داخلية. لاحقًا، التحقت بـجامعة إدنبرة حيث درست اللغة العربية واللغة التركية، كما أمضت فترة من دراستها في دمشق.

## الحياة المهنية
بدأت موريسون حياتها المهنية في دبي ضمن مجلة "What's On in Dubai"، ثم انتقلت إلى العمل الصحفي والتلفزيوني، وشغلت منصبًا في Middle East Broadcasting. في منتصف التسعينيات، انضمت إلى بي بي سي، وأسهمت في تأسيس بي بي سي نيوز، حيث أصبحت واحدة من أولى المحررات الإناث في غرفة أخبار الشبكة، وكانت مسؤولة عن تغطية الأخبار الحية.

## التحول إلى المغامرة
في عام 2011، وبعد إغلاق الهيئة التي كانت تديرها (Vision+Media)، قررت موريسون التحول الكامل إلى حياة المغامرة. أولى رحلاتها الكبرى كانت عبر قارة إفريقيا ضمن سباق "Tour d’Afrique"، حيث قطعت 12,500 كم من القاهرة إلى كيب تاون بالدراجة الهوائية خلال 100 يوم.

## الرحلات الاستكشافية

### عبور المغرب سيرًا
في الفترة ما بين 2019 و2020، نفذت موريسون ثلاث رحلات مشي استكشافية غطت معظم أراضي المغرب، من بينها عبور وادي درعة والصحراء الكبرى وسلسلة جبال الأطلس. تحدثت عن هذه التجربة في كتابها Walking with Nomads، الذي ترشح لجوائز في أدب الرحلات.

### عبور السعودية
في عام 2025، بدأت مغامرة جديدة لعبور السعودية سيرًا على الأقدام، بدءًا من الحدود الأردنية وحتى المدينة المنورة، لمسافة تجاوزت 930 كم. تهدف إلى استكمال المسار حتى حدود اليمن في خريف العام نفسه، ضمن مشروع توثيقي للطرق القديمة والتقاليد البدوية.

### طريق الهبرديان

وضع اشارة على طريق الهبرديان لمساعدة الرحالة أليس موريسون أثناء مسيرها

وهو أحدث مغامرة لأليس،

## البرامج الوثائقية
- From Morocco to Timbuktu: An Arabian Adventure – وثائقي من جزأين بُث على بي بي سي تو عام 2017، تناول رحلة عبر طرق القوافل القديمة.
- Arabian Adventures: Secrets of the Nabataeans – سلسلة وثائقية بُثت عام 2024 على بي بي سي نيوز وBBC iPlayer، تستعرض تاريخ الأنباط في البتراء ومدائن صالح.

## المؤلفات
- Dodging Elephants – (2014)، عن مغامرتها بالدراجة عبر إفريقيا.
- Adventures in Morocco – (2019)، مذكراتها عن الحياة اليومية في المغرب.
- Walking with Nomads – (2022)، حول رحلات المشي الاستكشافية في المغرب.

## وصلات خارجية
- موقعها